# VLF 오토모티브
VLF 오토모티브(영어: VLF Automotive)는 미국 뉴욕주 로체스터에 위치한 기업이다.

## 역사
당시 기업가이자 디자이너인 헨리 피스케와 제네럴 모터스의 부회장을 지닌 밥 루츠와 사업가인 길버트 비야레알과 함께 2012년에 설립했다.
2013년 디트로이트에서 개최된 북미 국제 오토쇼에서 피스커 카르마 모델을 기반으로 제작된 VLF 데스티노 모델이 최초로 공개되었다.
2016년에 북미 국제 오토쇼에서 최초의 스포츠카 모델인 VLF 포스 1 모델이 출시되었다.

## 모델

### VLF 데스티노
피스커 오토모티브에서 출시된 피스커 카르마 모델을 기반으로 제작했으며 2013년 1월에 4도어 세단으로 출시되었다. 엔진은 V8형 엔진이 장착되었다.
이 챠량은 2015년에 판매에 들어갈 예정으로, 미시간주 오번힐스에 별도로 공장을 건설할 예정이었다. 그러나 2013년 5월까지 100대 주문에 불과했고, 2014년 1월에 개최된 디트로이트 모터쇼에서 피스커 오토모티브의 구조 조정으로 인해 생산이 지연되었다고 발표했다.

### VLF 포스 1

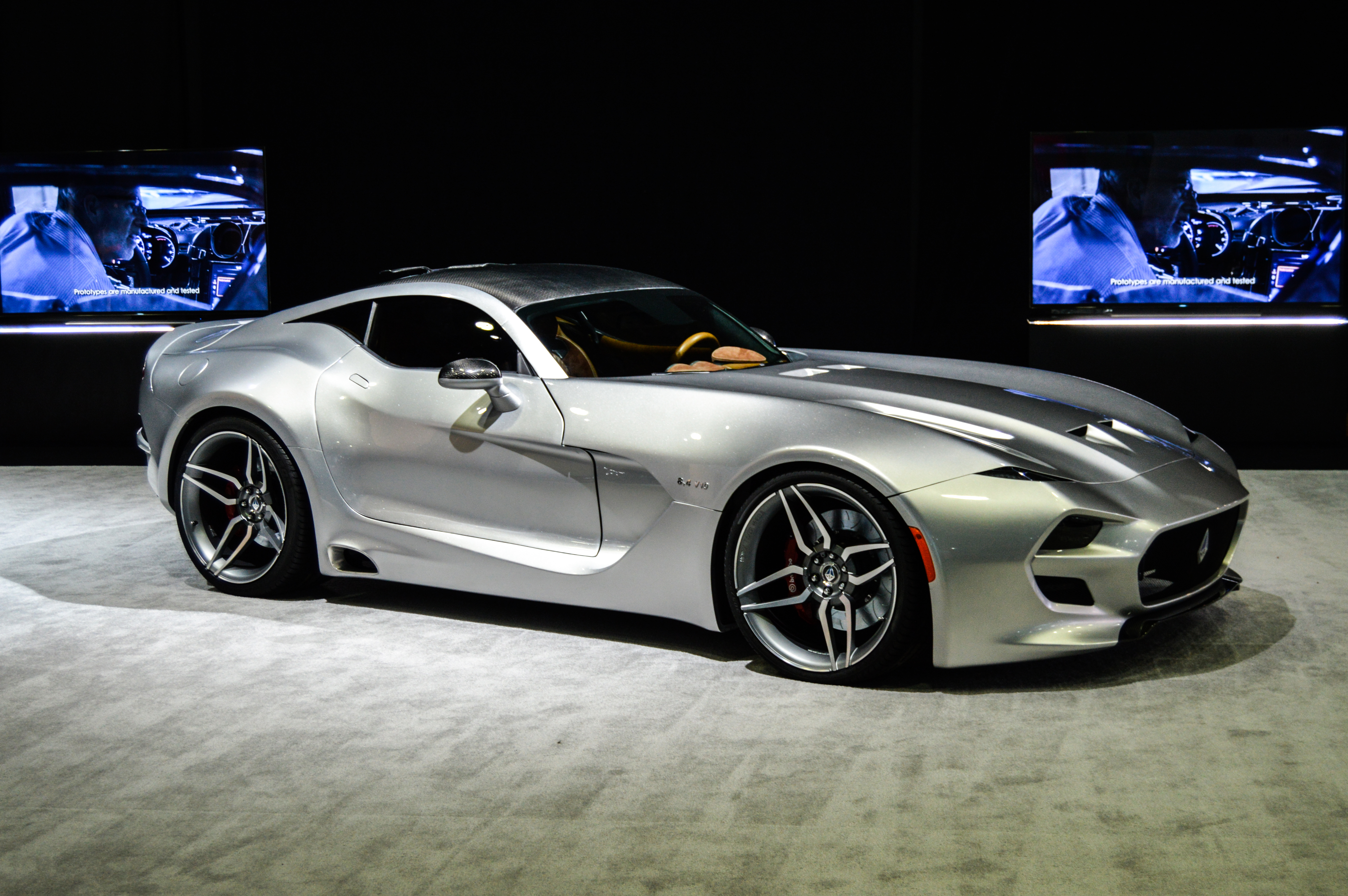
VLF 포스 1

2016년 4월에 발표된 모델로 50대 한정 생산을 목표로 제작된 차량으로 디자이너의 경우 헨릭 피스케가 참여했다.

### 험비 C 시리즈
2017년에 AM 제네럴과 계약 체결을 했으며 100대 한정 생산을 목표로 제작된 차량으로 중화인민공화국, 중동, 유럽에 판매할 목적으로 제작된 차량으로 험머 H1 차량을 기반으로 제작될 예정이다. 한편 AM 제네럴은 2012년에 C시리즈를 계획했다가 프로젝트가 무산된 바가 있다.

## 같이 보기
- 로버트 앤서니 루츠
- VIA 자동차